# Stantonia alternata
Stantonia alternata är en stekelart som beskrevs av Braet 2001. Stantonia alternata ingår i släktet Stantonia och familjen bracksteklar. Inga underarter finns listade i Catalogue of Life.